# Apicoplasto
Apicoplasto é um plastídeo não fotossintético presente na maioria dos Apicomplexa, entre os quais os parasitas de malária Plasmodium falciparum, embora esteja ausente noutros como o Cryptosporidium.